# Remote Control Productions
Remote Control Productions je společnost se zaměření na filmovou hudbu, založená skladatelem Hansem Zimmerem. Původní název Media Ventures byl změněn po odchodu Zimmerova dlouhodobého obchodního partnera Jaye Rifkina roku 2003, v němž Rifkin podal na Zimmera žalobu o 10 milionů dolarů pro údajné Hansovy pokusy převzít společnost pouze na sebe.
Z dílen společnosti vzešly soundtracky k úspěšným filmům jako například Šifra mistra Leonarda, Piráti z Karibiku, Temný rytíř, Poslední samuraj, Pearl Harbor, Madagaskar, Gladiátor či Transformers.

## Skladatelé
Skladatelé, kteří v Remote Control Productions pracují či v minulosti (spolu)pracovali:
- Ryeland Allison
- Klaus Badelt
- Lorne Balfe
- David Buckley
- Wolfram De Marco
- Clay Duncan
- James Dooley
- Ramin Djawadi
- Nima Fakhrara
- Lisa Gerrard
- Nick Glennie-Smith
- Harry Gregson-Williams
- Rupert Gregson-Williams
- Bart Hendrickson
- Steve Jablonsky
- Henry Jackman
- James S. Levine
- Michael A. Levine
- Henning Lohner
- Matthias Weber
- Mark Mancina
- Matthew Margeson
- Trevor Morris
- Blake Neely
- James Newton Howard
- Atli Örvarsson
- Heitor Pereira
- John Powell
- Trevor Rabin
- Martin Tillman
- Evgeny Ebers
- Stuart Michael Thomas
- Mel Wesson
- Geoff Zanelli